# Delfín Gallo (Tucumán)
Delfín Gallo is een plaats in het Argentijnse bestuurlijke gebied Cruz Alta (departement) in de provincie Tucumán. De plaats telt 8.300 inwoners.